# 아민 압델누르 스타디움
아민 압델누르 스타디움(아랍어: ملعب امين عبد النور, 영어: Amin AbdelNour Stadium)은 레바논 밤둔에 있는 다목적 경기장이다. 현재는 주로 아카 아흘리 FC의 홈구장으로 사용된다.